# Athanase V Matar
Athanase V Matar, né à Damas et mort le 20 novembre 1813, est un prélat melchite.

## Biographie
Évêque de Saïda, il est patriarche melchite grec-catholique d'Antioche en 1813.